# Jules Guiart
Pour les articles homonymes, voir Guiart.
Jules Guiart (Château-Thierry (Aisne), 4 juillet 1870 — Lyon, 19 février 1965) est un universitaire, spécialiste de la parasitologie et de l'histoire de la médecine.

## Famille
Marié à une demoiselle Pierret, ils ont trois enfants : René, Pierrette. Armand.
Il est le père de l'anthropologue Jean Guiart (né en 1925).

## Biographie
Il fait l'agrégation auprès de Raphaël Blanchard à Paris[réf. nécessaire] ; il obtient le doctorat en médecine en 1896[réf. nécessaire] et le doctorat en sciences naturelles en 1901.[réf. nécessaire]
En 1894, il commence sa carrière à la faculté de médecine de l'université de Paris, comme préparateur de zoologie. En 1901 il devient professeur agrégé d'histoire naturelle.[réf. nécessaire]
De 1901 à 1906 il est professeur agrégé de parasitologie à la faculté de médecine de Paris.
En 1906 il est appelé à l'université de Lyon, où il succède à Louis Lortet, dans la chaire d'enseignement de la parasitologie et de l'histoire naturelle de la faculté de médecine et pharmacie de Lyon.
En 1920, il y devient aussi conservateur du musée d'histoire de la médecine et donne les premiers cours dans cette discipline[réf. nécessaire]
À l'invitation de Emil Racoviţă et de Jean Cantacuzène[réf. nécessaire], il vient enseigner à Cluj ; il y arrive en mars 1921 pour l'inauguration officielle du nouvel Institut d'histoire de la médecine de Cluj qui a lieu le 1er avril.[réf. nécessaire]
Il est membre de l'Académie des sciences, belles-lettres et arts de Lyon en 1922 et en devient son président en 1926.
Il revient définitivement à Lyon en 1930.[réf. nécessaire]
Jules Guiart et Léon-Louis Grimbert reçoivent le prix Barbier en 1907.

## Distinctions
- Chevalier de la Légion d'honneur[1]
- Officier de l'Instruction publique[1]
- officier de l'Étoile d'Anjouan[1]
- chevalier du Mérite agricole[1]

## Publications

### Ouvrages
- Contribution à l'étude des Gastéropodes, opisthobranches et en particulier des Céphalaspides, Bigot Frères, 1901, 219 p.
- Précis de parasitologie, Paris : J.-B. Baillière et fils, 1910, 628 p. & 549 fig.
- Précis de diagnostic chimique, microscopique et parasitologique, avec Léon-Louis Grimbert, Paris : Lamarre, 1911, impr. Firmin-Didot et Cie, 1 vol., in-8°, 1027 p., 548 grav. & 4 planches en chromolithographie, ouvrage couronné par l'Institut[Lequel ?].
- Les Parasites inoculateurs de maladies, Paris : Flammarion, collection : Bibliothèque de philosophie scientifique, 1911, 362 p. & 107 fig.
- Recherche et identification des anophèles, Paris : Poinat, 1918
- Hommage à Pasteur : biographie, portraits, etc., dans Paris-Médical, du 23 décembre 1922 ; tiré à part: à Paris : chez Baillière, 1922
- La Médecine au temps des Pharaons, dans Biologie Médicale, t. VII, nov. 1922, p. 301-348 ; tiré à part: à Paris : chez Poulenc, 1922
- Les médecins et les maladies du grand Roi : Louis XIV eut-il le ténia ou fut-il diabétique ?, dans les Mémoires de l'Académie des sciences, belles-lettres et arts de Lyon, 1924, série 3, , puis Lyon : Rey, 1924
- Les origines du peuple roumain, dans les Mémoires de l'Académie des sciences, Belles-Lettres et Arts de Lyon, 1927, série 3 tome 19, partie 1, puis Lyon & Paris : Rey & Baillière, 1927, XX-218 p.
- Précis de médecine coloniale : maladies des pays chauds, avec Charles Garin & Marcel Léger, Paris : Baillière, 1929
- Une incursion médicale dans la préhistoire, Specia, 1932, 96 p.
- Histoire de la peste à Bourg-en-Bresse : XVe – XVIIe siècle, Lyon : A. Rey, 1933
- Pourquoi la peste nous a quittés : histoire de la peste en France du XVIe au XVIIIe siècle, Lyon : Rey, 1933
- La peste reviendra-t-elle ? , dans la Revue d'Hygiène, vol. 59, no 4, avril 1937  & Paris : Masson, 1933
- L’École médicale lyonnaise : catalogue commenté de la section régionale du musée historique de la faculté mixte de médecine et de Pharmacie de Lyon, Paris : Masson, 1941
- Histoire de la Médecine française, Paris : Nagel, 281 p., 1947[n 1].

### Collaborations
- Henri Desroche, Dieux d'hommes : dictionnaire des messianismes et millénarismes de l'ère chrétienne, Paris & La Haye : Mouton, 1969

### Articles
- Une nouvelle race européenne, la race galate. Revue anthropologique, 1927, 37, s. 214-224
- La peste à Lyon au XVIIe siècle, dans La Biologie médicale, no 5, 1929
- L’enseignement médico-chirurgical à Paris en 1764 jugé par un étudiant allemand, Bulletin de la Société française d’Histoire de la Médecine, 1925,19: p. 25-29[4]
- Les historiens de la médecine à Lyon, Bulletin de la Société française d’Histoire de la Médecine, 1933, 27 : p. 351-368
- Considérations historiques sur le nomenclature et sur la classification des Tétrarhynques, Bulletin de l'Institut océanographique de Monaco, no 575, pp. 1–27, 11 juillet 1931
- Guiart Jules. Essai d'une carte raciale de l'Allemagne. In: Annales de la Société linnéenne de Lyon et des Société botanique de Lyon, Société d'anthropologie et de biologie de Lyon réunies, tome 78, Année 1934. 1935. pp. 265-268. DOI : https://doi.org/10.3406/linly.1935.14765. www.persee.fr/doc/linly_1160-6401_1935_num_78_1_14765
- Les œuvres d’art normandes en Sicile vont-elles disparaître ?, dans L'Illustration, du 17 juillet 1943[5]
- La vie extraordinaire d’Emmanuel Gilibert médecin et botaniste lyonnais, dans Biologie médicale, revue des sciences biologiques considérées dans leurs rapports avec la médecine, vol.34, 42/43e années, no 10-12, octobre-novembre-décembre 1945, p. 164-190
- Cestodes parasites provenant des campagnes scientifiques du Prince Albert Ier de Monaco, dans Résultats des campagnes scientifiques accomplies sur son yacht, par Albert Ier prince souverain de Monaco, fasc.41, imprimerie de Monaco, 1935
- Le docteur Gabriel Prunelle, médecin consultant à Lyon et maire de Lyon, dans les Cahiers lyonnais d'histoire de la médecine, no 4, octobre 1956.

Il participe à la revue Le Fureteur médical, revue fondée en janvier 1942, dans lequel il publie de nombreux articles, particulièrement La Chronique du Fureteur dont:
- Nicolas de Blégny, créateur du journalisme médical, Le Fureteur Médical, no 1, janvier 1944
- Causerie sur le Chocolat, Le Fureteur Médical, no 11, novembre 1944.
- Jean de La Fontaine à Château-Thierry, Le Fureteur Médical, 12e année, no 1, janvier 1953.
- Familles de médecins : les Guiart, Le Fureteur médical, 15e année, no 3, mars 1956.
- La Médecine de Mahomet, Le Fureteur Médical, 16e année, no 2, février 1957